# Shenzhen Peng City FC
Der Shenzhen Peng City Football Club (Chinesisch: 深圳新鹏城足球俱乐部) ist ein professioneller chinesischer Fußballverein aus Shenzhen, der in der ersten chinesischen Liga, der Chinese Super League, spielt.

## Vereinsgeschichte
Der Verein wurde 2006 unter dem Namen Sichuan FC gegründet und hat seinen Sitz in der Stadt Chengdu. Der Verein spielt derzeit in der zweiten chinesischen Fußballliga, der China League One.
Der Sichuan Jiuniu FC hat eine kurze, aber dennoch ereignisreiche Geschichte. Der Verein wurde ursprünglich unter dem Namen Chengdu Blades FC gegründet und spielte in der Chinese Super League. Im Jahr 2010 wurde der Verein jedoch aufgelöst und später unter dem Namen Chengdu Tiancheng FC neu gegründet. Der neue Verein spielte jedoch nur eine Saison in der dritten Liga, bevor er wieder aufgelöst wurde.
Im Jahr 2017 wurde der Verein unter dem Namen Sichuan Jiuniu FC wiedergegründet und schloss sich der dritten chinesischen Liga, der China League Two an. Der Verein hatte in der Saison 2018/19 eine beeindruckende Kampagne und sicherte sich den ersten Platz in der Tabelle, was den direkten Aufstieg in die zweite Liga bedeutete. In der Saison 2019/20 kämpfte der Verein hart, konnte aber den Klassenerhalt nicht sichern und stieg wieder in die dritte Liga ab.
Der Sichuan Jiuniu FC hat eine starke Fangemeinde und spielt seine Heimspiele im Chengdu Longquanyi Football Stadium, das Platz für mehr als 27.000 Zuschauer bietet. Der Verein hat auch eine erfolgreiche Jugendakademie, die talentierte Spieler aus der Region Chengdu hervorbringt.
Einige der bekanntesten Spieler von Sichuan Jiuniu FC sind der chinesische Nationalspieler Zhang Xizhe, der aus der Jugendakademie von Beijing Guoan stammt, sowie der serbische Stürmer Aleksandar Jevtić, der zuvor für Vereine wie FK Rad Belgrad und FK Spartak Subotica in Serbien gespielt hat.
2023 wurde der Verein Meister der zweiten Liga und stieg somit in die erste Liga auf.
Im Januar 2024 verlegte der Verein seinen Sitz nach Shenzhen und nannte sich in um im Shenzhen Peng City Football Club.

## Namensgeschichte
| von  | bis  | Vereinsname                  |
| ---- | ---- | ---------------------------- |
| 2006 | 2012 | Sichuan FC (四川)            |
| 2013 | 2016 | Sichuan Youth FC (四川青年)  |
| 2017 | 2024 | Sichuan Jiuniu FC (四川九牛) |
| 2014 |      | Shenzhen Peng City FC        |

## Erfolge
- Chinesischer Zweitligameister: 2023  ▲

## Stadion
Der Verein trägt seine Heimspiele im Bao'an-Stadion in Shenzhen aus. Das Stadion hat ein Fassungsvermögen von 44.000 Personen.

## Trainerchronik
Stand: April 2023
| Trainer       | Nation              | von              | bis               |
| ------------- | ------------------- | ---------------- | ----------------- |
| Liang Cheng   | Volksrepublik China | 16. Januar 2018  | 30. Mai 2018      |
| Dario Dabac   | Kroatien            | 7. Juni 2018     | 11. Januar 2019   |
| Hongwei Wang  | Volksrepublik China | 27. Februar 2019 | 18. Mai 2020      |
| Yi Li         | Volksrepublik China | 22. Juli 2020    | 31. Dezember 2021 |
| Sergio Lobera | Spanien             | 19. Januar 2022  | 21. April 2023    |
| Jesús Tato    | Spanien             | 21. April 2023   | heute             |